# Одай (Міє)

О́дай (яп. 大台町, おおだいちょう, МФА: [oːdai̯ t͡ɕoː]?) — містечко в Японії, в повіті Такі префектури Міє. Розташоване в західній частині префектури, на березі річки Мія. Отримало статус містечка 1956 року. Площа становить 362,94 км². Станом на 1 серпня 2011 року населення складало 10 352  осіб, густота населення — 28,5 осіб/км².   